# 夏を待てない
「夏を待てない」（なつをまてない）は、国生さゆり通算2枚目のシングル。1986年5月10日発売。発売元はCBS・ソニー。

## 解説
作曲した後藤次利は「国生に書いた曲の中で一番気に入っている」と語っている。
歌い出しの部分が曲中で最も高い音（C）で、生で歌を披露する際はほとんど音を外していた。その映像が現在でもバラエティ番組で流れることがある。

## チャート成績
オリコンチャート1位を獲得した。

## 収録曲
全曲　作詞：秋元康　編曲：佐藤準

### 7インチ・レコード

#### SIDE A
1. 夏を待てない [3:41]
  - 作曲：後藤次利

#### SIDE B
1. サンバを踊らせて [4:18]
  - 作曲：佐藤準

### シングルカセット

#### SIDE A
1. 夏を待てない（歌入り）
2. 夏を待てない（カラオケ）

#### SIDE B
1. サンバを踊らせて（歌入り）
2. サンバを踊らせて（カラオケ）

## 収録作品
夏を待てない
- GOLDEN☆BEST 国生さゆり SINGLES
- PEP TALK（1986年、ファーストアルバム）
- TRANSIT（1987年、自身初のベストアルバム）
- 家宝
- おニャン子クラブA面コレクション Vol.2

サンバを踊らせて
- おニャン子クラブB面コレクション Vol.2

## 関連人物
- おニャン子クラブ
- 秋元康
- 後藤次利
- 佐藤準